# ليه باكستر
ليه باكستر (بالإنجليزية: Les Baxter)‏ (و. 1922 – 1996 م) هو مغن، ملحن، موسيقي، عازف بيانو من الولايات المتحدة الأمريكية ولد في ماكسيا، تكساس.

## روابط خارجية
- ليه باكستر على موقع IMDb (الإنجليزية)
- ليه باكستر على موقع ألو سيني (الفرنسية)
- ليه باكستر على موقع ميوزك برينز (الإنجليزية)
- ليه باكستر على موقع أول موفي (الإنجليزية)
- ليه باكستر على موقع قاعدة بيانات الأفلام السويدية (السويدية)
- ليه باكستر على موقع إن إن دي بي (الإنجليزية)
- ليه باكستر على موقع أول ميوزيك (الإنجليزية)
- ليه باكستر على موقع ديسكوغز (الإنجليزية)
- ليه باكستر على موقع قاعدة بيانات الفيلم (الإنجليزية)
- ليه باكستر على موقع كينوبويسك (الروسية)